# Patryk Wykrota
Patryk Wykrota (ur. 13 listopada 2000) – polski lekkoatleta specjalizujący się w biegach sprinterskich. Medalista mistrzostw Polski.

## Osiągnięcia
Opracowano na podstawie:
| Rok  | Impreza                        | Miejsce   | Konkurencja        | Pozycja    | Wynik |
| ---- | ------------------------------ | --------- | ------------------ | ---------- | ----- |
| 2019 | Mistrzostwa Europy juniorów    | Borås     | bieg na 200 m      | eliminacje | DSQ   |
| 2019 | Mistrzostwa Europy juniorów    | Borås     | sztafeta 4 × 100 m | 4. miejsce | 40,34 |
| 2021 | Młodzieżowe mistrzostwa Europy | Tallinn   | bieg na 200 m      | półfinały  | 21,69 |
| 2021 | Młodzieżowe mistrzostwa Europy | Tallinn   | sztafeta 4 × 100 m | 4. miejsce | 39,67 |
| 2022 | Mistrzostwa Europy             | Monachium | bieg na 200 m      | półfinał   | 22,84 |
| 2022 | Mistrzostwa Europy             | Monachium | sztafeta 4 × 100 m | 3. miejsce | 38,15 |

Rekordy życiowe:
- bieg na 60 metrów (hala) – 6,79 (21 stycznia 2023, Jablonec nad Nysą),
- bieg na 100 metrów – 10,34 (10 czerwca 2022, Suwałki),
- bieg na 200 metrów (stadion) – 20,67 (4 lipca 2022, Sotteville-lès-Rouen),
- bieg na 200 metrów (hala) – 20,94 (19 lutego 2023, Toruń) 7. wynik w polskich tabelach historycznych.